# پیکان گپ (تگزاس)
پیکان گپ، تگزاس(به انگلیسی: Pecan Gap, Texas) شهری در ایالت تگزاس از ایالات جنوبی ایالات متحده آمریکا است. در سرشماری سال ۲۰۰۰، جمعیت این شهر ۲۱۴ نفر اعلام شد.